# The Pawnshop

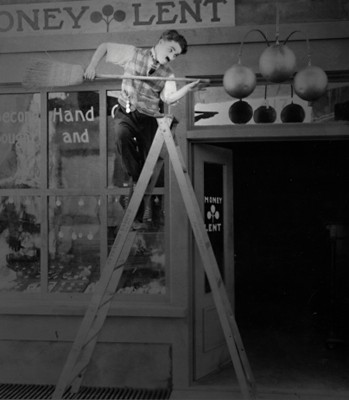
”The Pawnshop” foi o 6º filme de Chaplin produzido na Mutual (1916).

The Pawnshop (br: Casa de penhores / pt: Charlot prestamista) é um filme mudo estadunidense de curta metragem de 1916, do gênero comédia, escrito, produzido, dirigido e protagonizado por Charles Chaplin. Foi o sexto e um dos mais populares filmes de Chaplin produzidos na Mutual Film Corporation.

## Sinopse
O assistente do dono da casa de penhores vive competindo com um outro assistente. Ele é demitido mas, depois, é recontratado pelo patrão. Ao defender a loja contra um assaltante, o assistente quebra os objetos dos clientes.

## Elenco
- Charles Chaplin .... assistente do dono da casa de penhores
- Henry Bergman .... dono da casa de penhores
- Edna Purviance .... filha do dono da casa de penhores
- John Rand .... assistente do dono da casa de penhores
- Albert Austin .... cliente com relógio
- Wesley Ruggles .... cliente com anel
- Eric Campbell .... assaltante
- James T. Kelley .... velho vagabundo / cliente mulher com peixe dourado
- Frank J. Coleman .... policial